# Красносурское
Красносурское — село в Карсунском районе Ульяновской области. Входит в состав Горенского сельского поселения.

## География
Расположено на правом берегу р. Сура в 24 км к юго-западу от районного центра — посёлка Карсун.

## Название
Именовалось так за расположение у большой излучины — «погибели» — реки Суры. 

## История
Основано в конце XVII века.
В 1780 году село Погибелка, при реке Суре, ясашных крестьян, вошла в состав Котяковского уезда Симбирского наместничества, в котором жило 267 ревизских душ.
В 1840 году помещиком Вас. Ив. Фатьяновым был построен деревянный храм, без колокольни. Престолов в нём два: главный — во имя Живоначальные Троицы и второй — во имя Архистратига Божия Михаила. 
В 1859 году село Погибелка, на Саранском коммерческом тракте, по правому берегу р. Суры, во 2-м стане Карсунского уезда Симбирской губернии, в котором жило в 45 дворах 353 человека.
Земская школа открыта в 1869 году.
В 1897 году в селе в 61 дворе жило 391 человек.
В 1913 году в селе Погибелка, было 105 дворов, 538 жителей, деревянная Троицкая церковь, построенная на средства помещика В. И. Фатьянова в 1840 году, земская школа. 
С 1918 года в селе был создан сельсовет, который вошёл в состав Коржевской волости.
В 1924 году село Погибелка входило в Погибельский с/с (с. Погибелка, д. Александровка (Хвостиха), д. Ростиславка) Коржевскую волость Карсунский уезд Ульяновской губернии, в которой в 120 дворах жило 634 человека. В этом же году село вошло в состав Беловодский сельсовет. 
В 1930 году образован колхоз «Красная Сура». 
В 1937 году церковь закрыли, перестроена под школу.
В 1952 году, село Погибелка было переименовано по ранее существовавшему здесь колхозу «Красная Сура» -— в Красносурское. 
В 1996 году — население 6 человек, русские. Отделение СПК «Сура».

## Население
| 2010 |
| ---- |
| 0    |